# Strada statale 685 delle Tre Valli Umbre
La strada statale 685 delle Tre Valli Umbre (SS 685), già nuova strada ANAS 27 delle Tre Valli Umbre (NSA 27) e nuova strada ANAS 27 bis delle Tre Valli Umbre (NSA 27 bis), è una strada statale umbra e marchigiana.

## Storia

### Concezione del progetto
L'opera viene concepita negli anni settanta come arteria trasversale della bassa Umbria: mettendo in comunicazione la Val Tiberina, Valnerina e la provincia di Ascoli Piceno, passando per la Valle Umbra in corrispondenza di Spoleto, si realizza un corridoio viario nell'Italia centrale tra i mari Adriatico e Tirreno (San Benedetto del Tronto - Civitavecchia) e si toglie dall'isolamento montano la Valnerina, la zona di Norcia e di Arquata del Tronto.
Il progetto, previsto a carreggiata singola a due corsie, si caratterizza per la presenza di tre lunghe gallerie:
- Forca Canapine (1995): con una lunghezza di 4,4 km, mette in comunicazione Arquata del Tronto con Norcia;
- Forca di Cerro (1998): con una lunghezza di 4,3 km, mette in comunicazione la Valnerina con la Valle Umbra, congiungendo Spoleto con Sant'Anatolia di Narco.
- galleria Acquasparta - Baiano di Spoleto: ancora in fase di progettazione, avrà una lunghezza superiore ai 4 km.

## Percorso

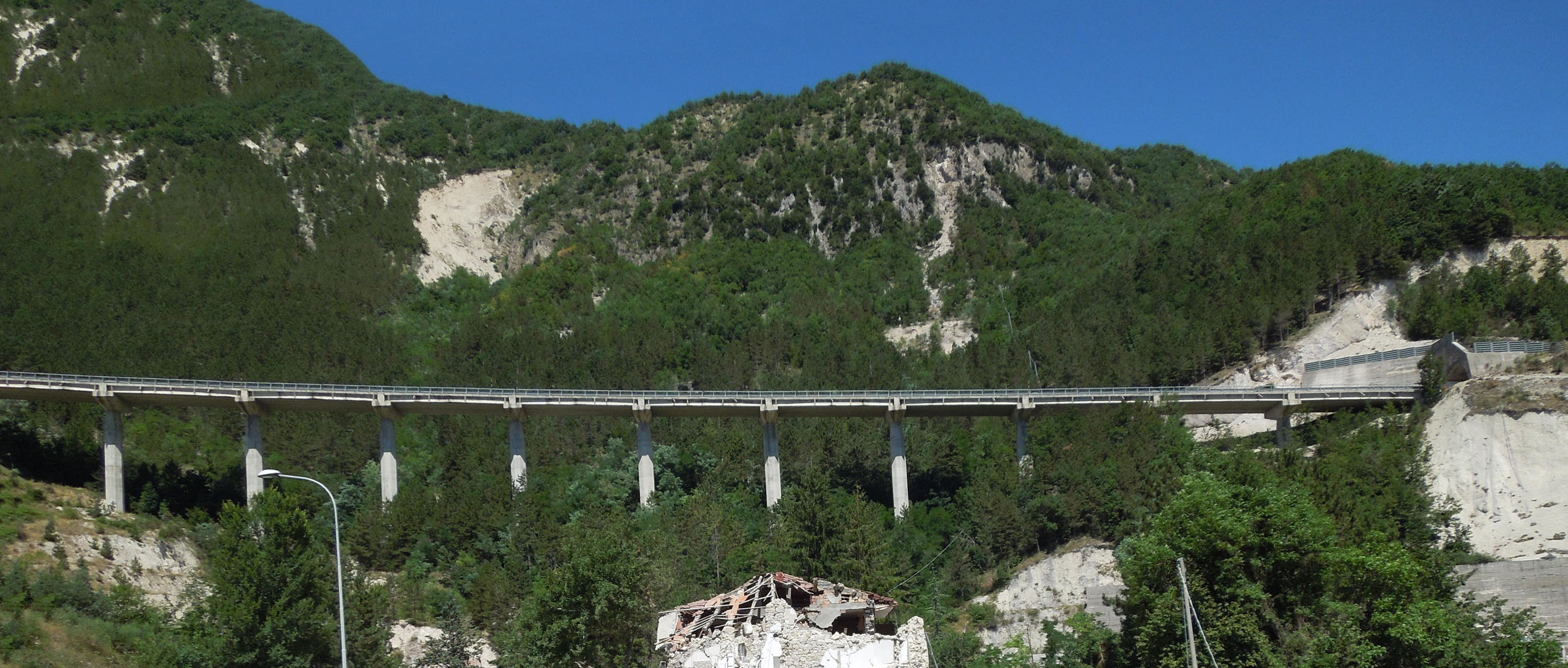
Uno dei viadotti della SS685 che sovrastano Pescara del Tronto

Al momento della sua istituzione, la strada statale risultava composta dai seguenti tronconi
- strada provinciale Forca Canapine, dall'innesto con la strada statale 4 Via Salaria al confine con la regione Umbria, lunga 7,700 km (tratto marchigiano);
- strada provinciale 230 Forca Canapine (SP 230), da confine con la regione Marche a SP 477/1, lunga 7,800 km;
- strada provinciale 477/1 di Castelluccio (SP 477/1), da SP 230 a SP 476/1, lunga 4,900 km;
- strada provinciale 476/1 di Norcia (SP 476/1), da SP 477/1 a SC Circonvallazione di Norcia, lunga 2,300 km;
- strada comunale Circonvallazione di Norcia, da SP 476/1 a SS 396, lunga 0,700 km;
- ex strada statale 396 di Norcia (SS 396), da SS 320 presso Serravalle a SC Circonvallazione di Norcia, lunga 6,000 km;
- ex strada statale 320 di Cascia (SS 320), da SS 396 presso Serravalle a SS 209 presso Triponzo, lunga 11,100 km;
- ex strada statale 209 Valnerina (SS 209), da Sant'Anatolia di Narco a SS 320 presso Triponzo, lunga 15,000 km;
- nuova strada ANAS 27 delle Tre Valli Umbre (NSA 27), da SS 3 presso Eggi a SS 209 presso Sant'Anatolia di Narco, lunga 7,000 km;
- nuova strada ANAS 27 bis delle Tre Valli Umbre (NSA 27 bis), da SC San Sabino a ex SS 418 presso San Giovanni a Baiano, lunga 7,000 km;

La strada era quindi composta da due tronconi, il primo di 62,500 km dalla strada statale 4 Via Salaria alla strada statale 3 Via Flaminia, ed un secondo tra la SC San Sabino e la ex strada statale 418 Spoletina di 7,000 km; il 4 dicembre 2012 è stato inaugurato il tratto che congiunge i due tronconi, di circa 3,8 km, completando di fatto l'itinerario tra Arquata del Tronto e San Giovanni di Baiano.
La classificazione attuale è avvenuta coi decreti del presidente del Consiglio dei ministri del 23 novembre 2004, mentre l'itinerario attuale risulta essere: "Innesto con la S.S. n. 4 presso Arquata del Tronto - Norcia - Serravalle - Triponzo - S. Anatolia di Narco - Svincolo di Eggi - Svincolo San Sabino presso Spoleto - Innesto con la S.S. n. 418 presso S. Giovanni Baiano".

## Caratteristiche viarie, traffico e sicurezza
L'asse viario, ad una corsia per senso di marcia e limite di velocità di 70 km/h, è costituito in massima parte da preesistenti strade provinciali di montagna a traffico locale. L'apertura dei due trafori di valico mette in comunicazione il bacino dei fiumi Sordo-Corno-Nera (PG) col bacino del fiume Tronto (AP) ed il bacino del Nera con la pianura umbra di Spoleto-Foligno-Perugia. Senza pedaggio, costituisce via economicamente preferenziale al trasporto delle merci dagli insediamenti industriali delle Marche inferiori e dell'Abruzzo verso le direttrici di traffico interne da e per la Pianura Padana e Roma. In conseguenza predominano gli autocarri pesanti (categoria N3) da 12 metri di lunghezza e 33,6 tonnellate di peso totale a terra-PTT sul traffico turistico dei week-end e mesi estivi trasformandone la funzione d'uso in camionale. La conformazione dell'asse viario, snodandosi in maggioranza negli stretti fondovalli appenninici e valichi montani, rimane soggetto a numerose variazioni plano-altimetriche, strettoie ed attraversamenti di centri abitati. Gli interventi palliativi a cui sono stati sottoposti i suddetti percorsi hanno beneficiato gli autocarri pesanti a scapito dei pedoni e delle altre categorie di utenti della strada.